# Ángel Albino Corzo (município do México)
Angel Albino Corzo é um município do estado do Chiapas, no México. A população do município calculada no censo 2005 era de 28.883 habitantes.